# Ana Fani Alessandri Carlos

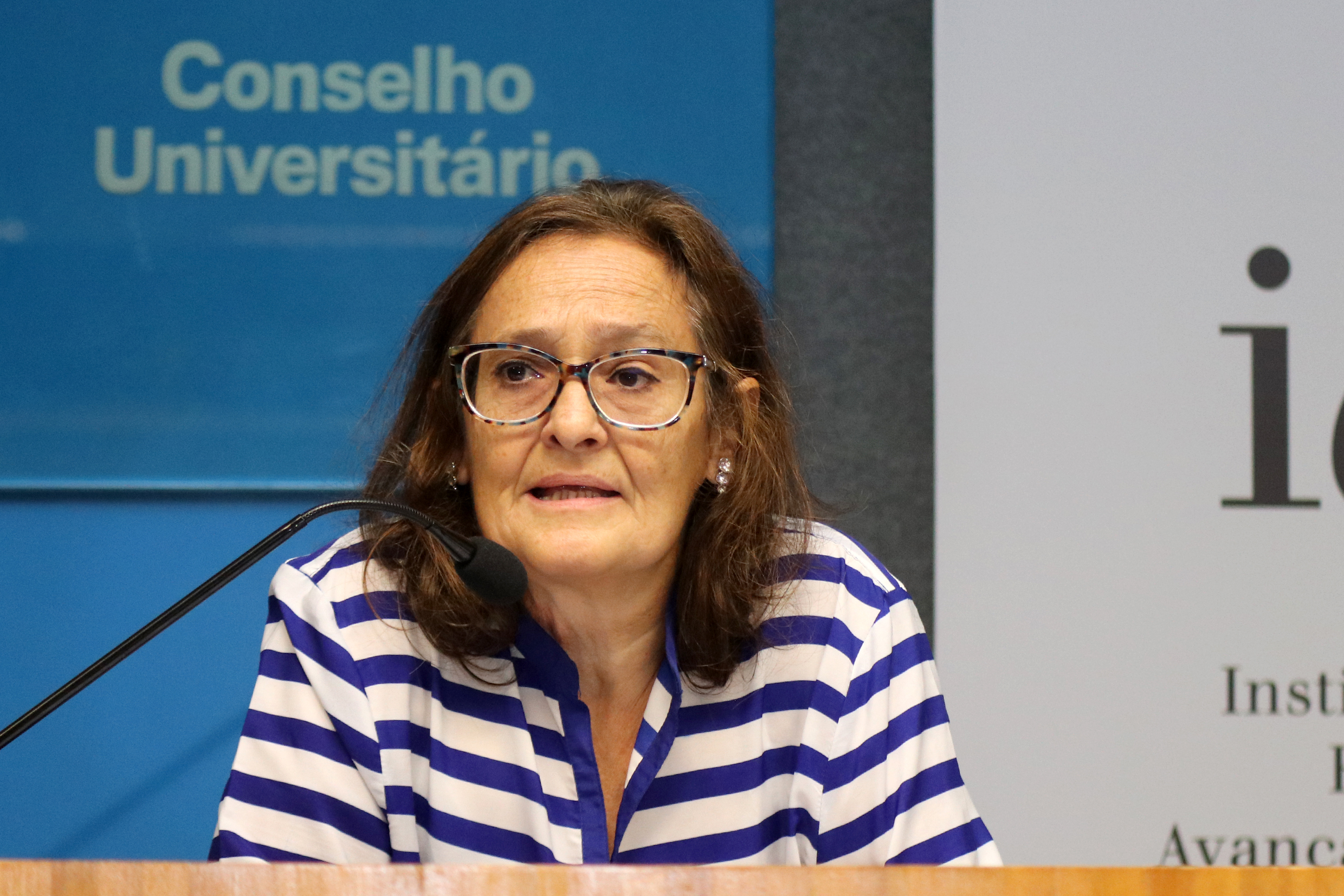
Ana Fani Alessandri Carlos (2018)

Ana Fani Alessandri Carlos (* 1. Dezember 1950) ist eine brasilianische Geographin. Bachelor und Lizentiat in Geographie 1975 folgten 1979 der Master und 1987 der Doktor in Humangeographie, schließlich im Jahr 2000 die Livre-docência (Habilitation).  Sie ist „Professora titular“ des Geographiedepartementes der Universität von São Paulo und Koordinatorin der Studiengruppe über São Paulo in derselben Universität.
Ihr Forschungsgebiet ist Urbanismus und die „Metropole São Paulo“ und räumliche Transformationen durch den Kapitalismus.

## Veröffentlichte Bücher
- Espaço e indústria. São Paulo: Editora Contexto/Edusp, 1. Auflage 1992, 4. Auflage 1992, 5. Auflage 1995, 7. Auflage 1997, 70 Seiten.
- Os Caminhos da Reflexão Sobre a Cidade e o Urbano. Edusp, 1994, 391 Seiten.[4]
- A cidade, São Paulo: Editora Contexto, 1. Auflage 1991, 2ª Auflage 1995. (der Sammlung "Coleção Repensando a Geografia"), 98 p.
- A (re)produção do espaço urbano. São Paulo: Editora da Universidade de São Paulo, 1994, 270 Seiten.
- O lugar no/do mundo. São Paulo: Hucitec, 1996, 150 Seiten.[5]
- Espaço - tempo na metrópole, Editora Contexto, São Paulo, 2001 368 Seiten.
- Geografias de São Paulo. Editora Contexto Ana Fani Alessandri Carlos und Ariovaldo Umbelino de Oliveira, 2004, 828 Seiten.[6]